# (5052) Nancyruth
(5052) Nancyruth est un astéroïde de la ceinture principale.

## Description
(5052) Nancyruth est un astéroïde de la ceinture principale. Il fut découvert le 23 octobre 1984 à l'Observatoire Palomar par Carolyn S. Shoemaker et Eugene M. Shoemaker. Il présente une orbite caractérisée par un demi-grand axe de 2,26 UA, une excentricité de 0,20 et une inclinaison de 5,8° par rapport à l'écliptique.

## Compléments